# Dichrogaster heteropus
Dichrogaster heteropus là một loài tò vò trong họ Ichneumonidae.